# Крцанисская битва
Крцанисская битва (груз. კრწანისის ბრძოლა) — сражение между Картли-Кахетинским царством и Каджарским Ираном, произошедшее 8 — 11 сентября 1795 года около селения Крцаниси.
В 1795 году иранский шах Ага Мохаммед-хан Каджар потребовал разорвать союзный договор (Георгиевский трактат) между Картли-Кахетинским царством и Россией. Царь Эрекле (Ираклий) II отказался выполнить это требование, и в августе 1795 года армия Каджарского Ирана вторглась в Грузию.
Грузия ожидала нашествия Ага Мохаммед-хана, была возможность собрать большое войско, но в ожидании помощи из России Эрекле II не провёл подготовительные мероприятия. Грузинские военачальники решили использовать рельеф местности и не дать противнику использовать всю живую силу одновременно.
8 сентября 1795 года на подступах к Тбилиси, в районе Крцаниси завязался бой между 35-тысячной иранской армией Ага-Мохаммеда и 5-тысячной армией Эрекле II, которому на помощь пришло 2-тысячное имеретинское войско царя Соломона II.
Два дня грузины отбивали все атаки иранцев, но 11 сентября Ага-Мохаммед лично возглавил атаку. В результате иранская армия форсировала реку Кура и разбила грузинские войска. Из числа грузин спаслись только 150 человек, остальные были убиты.
Последствием битвы стало взятие и полное уничтожение Тбилиси.